# Zonitis ruficollis
Zonitis ruficollis là một loài bọ cánh cứng trong họ Meloidae. Loài này được Frivaldszky miêu tả khoa học năm 1877.